# Wallfahrtslied
Wallfahrtslied (en français : Le Chant des pèlerins) est une œuvre pour ténor ou baryton et quatuor à cordes écrite en 1984 par Arvo Pärt, compositeur estonien associé au mouvement de musique minimaliste.

## Historique
Commande du Sender Freies Berlin, l'œuvre est dédiée à la mémoire de Grigori Kromanov. La première exécution publique a eu lieu à Berlin en 1984.
Arvo Pärt a également adapté cette œuvre pour orchestre à cordes et chœur.

## Discographie
- Sur le disque Melancholie, par Steven Tharp et le Ciompi Quartet, chez Albany Records (2003)[2].
- Sur le disque Pilgrims' Song, par le Tallinn Sinfonietta et le Chamber Choir Voces Musicales dirigés par Risto Joost, chez Baltic Disc, 2009.
- Sur le disque Orient Occident, par l'Orchestre symphonique de la radio suédoise et le Chœur de la radio suédoise dirigés par Tõnu Kaljuste, chez ECM, 2002.